# Liste der Straßen und Plätze in Radebeul (Stadtteil)
Die Liste der Straßen und Plätze in Radebeul (Stadtteil) ist ein Auszug aus der Liste der Straßen und Plätze in Radebeul, ergänzt um die jeweiligen Koordinaten sowie um Fotos. Sie gibt eine Übersicht über die Straßen und Plätze im Stadtteil Alt-Radebeul der sächsischen Stadt Radebeul. Angeführt werden neben den Namen auch die Stadtteile, durch die die Straßen auch noch verlaufen, das Jahr der letzten Namenswidmung, der Namensgeber sowie ihre ehemaligen Namen. Darüber hinaus sind die in den zugehörigen Straßen liegenden, denkmalgeschützten Bauwerke bzw. Sehenswürdigkeiten wie auch die dort liegenden, mit einem Radebeuler Bauherrenpreis ausgezeichneten Gebäude mit ihren Hausnummern aufgeführt, dazu Anmerkungen sowie ehemalige Bewohner dieser Straße.

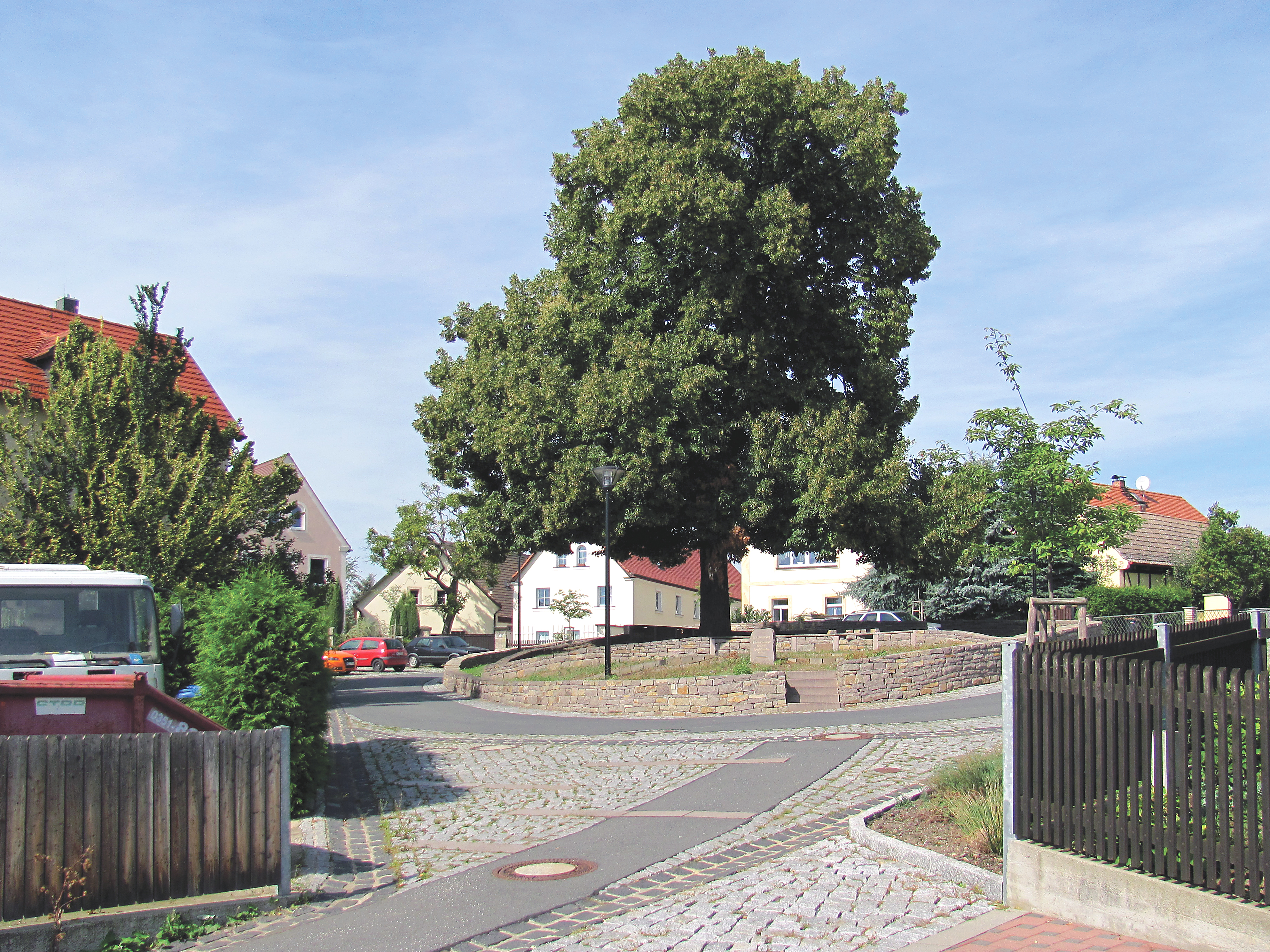
Rundling Am Kreis, historischer Dorfkern von Radebeul

## Legende
Die in der Tabelle verwendeten Spalten listen die im Folgenden erläuterten Informationen auf:
- Straßen-/ Platzname: Bezeichnung der einzelnen Straßen und Plätze. (Darunter in Klammern die Koordinaten.)

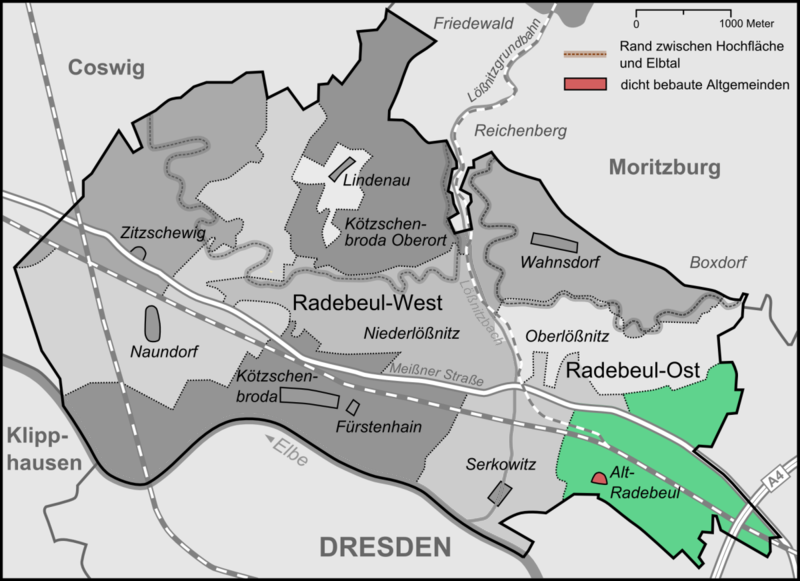
Übersicht über die Lage der Radebeuler Stadtteile

- Weitere Stadtteile: Radebeuler Stadtteile, durch die die Straße ebenfalls führt.
  - FUE: Fürstenhain (Straßenliste)
  - KOE: Kötzschenbroda (Straßenliste)
  - KOO: Kötzschenbroda-Oberort (Straßenliste)
  - LIN: Lindenau (Straßenliste)
  - NAU: Naundorf (Straßenliste)
  - NDL: Niederlößnitz (Straßenliste)
  - OBL: Oberlößnitz (Straßenliste)
  - RAD: Alt-Radebeul
  - SER: Serkowitz (Straßenliste)
  - WAH: Wahnsdorf (Straßenliste)
  - ZIT: Zitzschewig (Straßenliste)
- Widmung: Datum der Namenswidmung.
- Namensgeber: Namensgeber der letztmaligen Namenswidmung.
- Alte Namen: Vorherige Namen der Straßen und Plätze.
- Denkmale. Sehenswürdigkeiten. Bauherrenpreise: Hausnummern der in dieser Straße liegenden Denkmale, Kulturdenkmale, Sehenswürdigkeiten (z. B. Erwähnung im Dehio)[1][2] oder Bauherrenpreise. (Nummern in Klammer geben die Grundstücksnummer bei namentlich genannten Denkmalen oder Sehenswürdigkeiten an.)
- Bemerkung. Bewohner: Nähere Erläuterung sowie ehemalige Bewohner dieser Straße.
- Bild: Foto der Straße oder des Platzes.

## Straßen- und Platzverzeichnis
| Straßen- / Platzname             | Weitere Stadtteile      | Widmung              | Namensgeber                                                                 | Alte Namen | Denkmale. Sehenswürdigkeiten. Bauherrenpreise                                                           | Bemerkung. Bewohner | Bild                                                            |
| -------------------------------- | ----------------------- | -------------------- | --------------------------------------------------------------------------- | --- | --- | --- | --------------------------------------------------------------- |
| Ahornstraße (Lage)               |                         | 1903                 |                                                                             | | 5/7, 9                                                                                                  | Straßenausbau 1905 |                                                                 |
| Albertplatz (Lage)               |                         | 1903, 1999 bestätigt | König Albert                                                                | | | | Albertplatz                                                     |
| Alvslebenplatz (Lage)            | SER                     | um 1900              | Melitta Otto-Alvsleben                                                      | | | Melitta Otto-Alvsleben wohnte in der Nähe, vermutlich Eduard-Bilz-Straße 19 |                                                                 |
| Am Alten Güterboden (Lage)       |                         | 2005                 | Güterboden Bahnhof Radebeul Ost                                             | | 2, Schmalspurbahnmuseum Radebeul (4)                                                                    | | Am Alten Güterboden                                             |
| Am Dichterviertel (Lage)         |                         | 2011                 |                                                                             | | | Ehem. Erschließungsstraße im Gebiet des vorhabenbezogenen Bebauungsplans Nr. 62 „Waldstraße“ (Dichterviertel) |                                                                 |
| Am Kreis (Lage)                  |                         | 1897                 |                                                                             | ab um 1850 Kreis (umgangssprachlich), Barthstraße | 2, 14                                                                                                   | nach der Siedlungsform Rundling. Carl Gottlieb Barth | Am Kreis                                                        |
| An der Siedlung (Lage)           |                         | 1926                 |                                                                             | Wiesenstraße (Teilstück) | 6, 8 | | An der Siedlung Richtung Westen                                 |
| Anne-Frank-Straße (Lage)         |                         | 1965                 | Anne Frank                                                                  | | | |                                                                 |
| August-Bebel-Straße (Lage)       | OBL                     | 1945                 | August Bebel                                                                | Langestraße, 1894 Lößnitzstraße, 1903 Roonstraße | 2, 5, 9, 17, 19, 20, 21, 23, 27                                                                         | Straßenausbau 1894. Euchar Albrecht Schmid, Lothar Schmid, Gustav Röder |                                                                 |
| Barthhübelstraße (Lage)          |                         | 1903                 |                                                                             | | 1/3 | nach altem Flurnamen (1560 Bardt Hübel, 1653 Barth Hüffel). schon im 14. Jh. im Dresdner Raum belegter Familienname |                                                                 |
| Bertolt-Brecht-Straße (Lage)     |                         | 1960                 | Bertolt Brecht                                                              | | | |                                                                 |
| Bettina-von-Arnim-Straße (Lage)  |                         | 2000                 | Bettina von Arnim                                                           | | | |                                                                 |
| Birkenstraße (Lage)              |                         | 1894                 |                                                                             | Am niederen Stadtwege | 2, 13                                                                                                   | Straßenausbau 1894 |                                                                 |
| Brunnenplatz (Lage)              |                         | 1897                 |                                                                             | | 1, 4, 5                                                                                                 | nach dem sich dort ursprünglich befindenden Dorfbrunnen |                                                                 |
| Clara-Zetkin-Straße (Lage)       |                         | 1945                 | Clara Zetkin                                                                | 1897 Sedanstraße | 1, 11, 12, 13, 14, 15, 20, 22, 23, 25                                                                   | Straßenausbau 1897 |                                                                 |
| Clemens-Brentano-Straße (Lage)   |                         | 2010                 | Clemens Brentano                                                            | | | Straßenneubau |                                                                 |
| Damaschkeweg (Lage)              |                         | 1926                 | Adolf Damaschke                                                             | | 3–13, 4–14, 15–25, 16–26, 28/30                                                                         | | Damaschkeweg Richtung Norden                                    |
| Dresdner Straße (Lage)           |                         | ca. 1839             |                                                                             | Stadtweg | 11, 27, 87/89, 91, 97/99                                                                                | alter Verbindungsweg nach Dresden | Dresdner Straße, von der Kaditzer Straße aus                    |
| Eduard-Bilz-Straße (Lage)        | OBL, SER                | 1945                 | Eduard Bilz                                                                 | 16. Jh. Straken (Teilstück, auch strakken, strokken), 19. Jh. Strakenweg bzw. Strakenstraße, 1876 Grenzstraße, 1888 Lutherstraße (südlich der Meißner Straße), 1905 Gabelsberger Straße (nördlich der Meißner Straße), 1935–45 Straken | 1, 3, 5, 8, 9, 18, 20                                                                                   | etappenweiser Straßenausbau ab 1876. Bilz lebte im Augustusweg 110. Albert Patitz, Emil Heinrich Otto Müller (Nr. 7) |                                                                 |
| Einsteinstraße (Lage)            |                         | 1945                 | Albert Einstein                                                             | ca. 1900 Moltkestraße | 2, 6, 8, 9, 12, 14 14a, 16, 20, 22, 23, 24, 26, 28, 29, 30                                              | Teil des historischen, von Radebeul bis Bühlau führenden Rennsteigs (auch Langer Weg). Friedrich A. Bäßler, Friedrich Ernst Todtenhaupt |                                                                 |
| Emilienstraße (Lage)             |                         | 1898                 | Emilie, Ehefrau von Carl Kolbe                                              | | | Die Kolbes wohnten Zinzendorfstraße 16 |                                                                 |
| Ernst-Kegel-Straße (Lage)        |                         | 2001, 2010           | Ernst Kegel                                                                 | | | Straßenneubau |                                                                 |
| Fontanering (Lage)               |                         | 2010                 | Theodor Fontane                                                             | | | Straßenneubau |                                                                 |
| Forststraße (Lage)               |                         | 1897                 | Staatsforst Junge Heide                                                     | | Fabrikationsgebäude, 3, 13, 22, 22a-d                                                                   | |                                                                 |
| Freiligrathstraße (Lage)         |                         | 1945                 | Ferdinand Freiligrath                                                       | Friedrich-August-Straße | 6 | Straßenausbau 1893 |                                                                 |
| Friedhofstraße (Lage)            | SER                     | 1897                 | Friedhof Radebeul-Ost                                                       | Gucksgasse, Mühlweg | Friedhof Radebeul-Ost (11) mit May-Grabmal                                                              | Straßenausbau 1900 |                                                                 |
| Friedrich-von-Heyden-Weg (Lage)  |                         | 2001                 | Friedrich von Heyden                                                        | | | die 1882 angelegte Heydenstraße zwischen Kolbestraße und Sidonienstraße ging 1954 im Fabrikgelände der Chemischen Fabrik v. Heyden auf. |                                                                 |
| Gartenstraße (Lage)              |                         | 1891                 |                                                                             | 1934–45 Sarrasanistraße | 10, 12, 14, 22, 23, 24, 25, 29, 34, 45, 46, 48, 51, 53/55, 57/59, 58, 61, 77                            | nach dem historischen Flurnamen „Hinter den Gärten“. Straßenausbau des westlichen Teils 1891. Gerhard Madaus, Hans Stosch-Sarrasani sen., Gerhard Meyer. Hebenstreit-Rapido, Radebeuler Schuhfabrik, Madaus                                                                                         | Gartenstraße                                                    |
| Gellertstraße (Lage)             |                         | 1896                 | Christian Fürchtegott Gellert                                               | 1887 Schulstraße | 2, 3, 6, 7, 9                                                                                           | Straßenausbau 1887 |                                                                 |
| Gerhard-Madaus-Straße (Lage)     |                         | 2001                 | Gerhard Madaus                                                              | | | Madaus erwarb u. a. das Weingut Johannisberg in der Johannisbergstraße 15 |                                                                 |
| Goethestraße (Lage)              |                         | nach 1900            | Johann Wolfgang von Goethe                                                  | Her(r)mannstraße | 1, 4, 7, 9, 10, 11, 12, 15, 17, 19, 21, 30, 31, 33, 34, 35, 37                                          | Straßenausbau 1884 |                                                                 |
| Hauptstraße (Lage)               | OBL                     | 1991                 |                                                                             | 1641 Viehetreibe, Triebenweg (südlich der Meißner Straße) bzw. Russenstraße (nördlich der Meißner Straße), 1872 Bahnhofstraße (südlich der Meißner Straße), 1933 Hindenburgstraße, 1945 Ernst-Thälmann-Straße                          | 1, 4, 5, 6, 8, 9, 10, 11, 15, 16, 20, 22, 25/27                                                         | historischer Viehweg zum Radebeuler Waldhutungsgebiet in der Jungen Heide. Max Czopka, Paul Martin Leonhardt | Hauptstraße                                                     |
| Hellerstraße (Lage)              |                         | 1897                 | Gasthof „Zum letzten Heller“                                                | 1926–33 Friedrich-Ebert-Straße | 7, 9, 10, 11                                                                                            | entlang eines alten Heideweges, der sich im „Diebsteig“ fortsetzt. Nach dem ehemals anliegenden Gasthof „Zum letzten Heller“. Straßenausbau 1894/95. Steckenpferd (VEB). Max Manitius (1911, Nr. 22)                                                                                                |                                                                 |
| Herderstraße (Lage)              |                         | 2000                 | Johann Gottfried Herder                                                     | | | |                                                                 |
| Hermann-Hesse-Straße (Lage)      |                         | 2000                 | Hermann Hesse                                                               | | | |                                                                 |
| Hölderlinstraße (Lage)           |                         | 1945                 | Friedrich Hölderlin                                                         | 1890 Moritzstraße | 1, 2, 4, 8, 9                                                                                           | Straßenausbau 1890. Fritz Lambert, Richard Lambert, Eduard Decarli | Hölderlinstraße                                                 |
| Jakob-Michael-Lenz-Straße (Lage) |                         | 2001                 | Jakob Michael Reinhold Lenz                                                 | | | |                                                                 |
| Kaditzer Straße (Lage)           |                         | 1890                 | Kaditz                                                                      | 1657 Kirchweg | Heimkehrerstein, 2, 5, 9, 11, 12                                                                        | Radebeuler Verbindungsweg zur Kirche in Kaditz. Johann Christian Ziller und Nachkommen | Kaditzer Straße nach Norden                                     |
| Kantstraße (Lage)                |                         | 1926                 | Immanuel Kant                                                               | | 1, 2, 19, 20                                                                                            | Albert Zirkler |                                                                 |
| Karl-Marx-Straße (Lage)          |                         | 1945                 | Karl Marx                                                                   | 1896 Bismarckstraße | 1, 2, 4, 5, 6, 7, 8, 10, 14, 16, 18, 20, 19, 21, 22                                                     | Straßenausbau 1896 | Karl-Marx-Straße                                                |
| Karl-May-Straße (Lage)           |                         | 1932–45, 1985        | Karl May                                                                    | 1892 Kirchstraße, 1945–85 westl. Teil der Hölderlinstraße | 1, 2, Karl-May-Museum (5), 8, 13                                                                        | Straßenausbau 1890. Karl May (Villa „Shatterhand.“, Kirchstraße 5), Klara May, Patty Frank, Carl Lindeberg, Alwin Freudenberg | Karl-May-Straße                                                 |
| Kiefernstraße (Lage)             |                         | 1897                 |                                                                             | | | der Verlauf der 1878 angelegten Straße entspricht etwa dem historischen Brandweg (auch Husche oder Huschigweg) |                                                                 |
| Kirchplatz (Lage)                |                         | 1934                 |                                                                             | | Lutherkirche (1), 2                                                                                     | | Kirchplatz                                                      |
| Kleiststraße (Lage)              |                         | 2000, 2010           | Heinrich von Kleist                                                         | | | Straßenneubau |                                                                 |
| Kolbestraße (Lage)               |                         | 1935                 | Carl Kolbe                                                                  | 1887 Fabrikstraße | | Straßenausbau 1887. Waffelfabrik Haubold & Richter |                                                                 |
| Lessingstraße (Lage)             |                         | 1900                 | Gotthold Ephraim Lessing                                                    | | 1, 2/4, 9                                                                                               | Straßenausbau 1910, Verlängerung 2011 |                                                                 |
| Louisenstraße (Lage)             |                         | 1897                 |                                                                             | 1966–91 Maurice-Froment-Straße | 1, 2, 3, 4, 5, 6, 7, 8, 9, 10, 11, 13                                                                   | vermutlich nach einer Angehörigen des sächsischen Königshauses. Straßenausbau 1895–97 | Louisenstraße über den Albertplatz nach Norden                  |
| Marienstraße (Lage)              |                         | 1893                 | Marie, Ehefrau des Oberlößnitzer Gemeindeältesten Johann Gottlieb Findeisen | | 5, 7, 12a, 18                                                                                           | Emil Högg, Hilmar Knorr (Nr. 21), Richard König (Nr. 24) |                                                                 |
| Maxim-Gorki-Straße (Lage)        | OBL, SER                | 1945                 | Maxim Gorki                                                                 | 1934 Russenstraße | 17, 25                                                                                                  | | Meißner Straße und Maxim-Gorki-Straße vom Turm der Lutherkirche |
| Meißner Straße (Lage)            | SER, NDL, KOE, NAU, ZIT | 1935, 1991 erneuert  | Meißen                                                                      | 1788 Chaussee bzw. Leipzig-Dresdner Chaussee, Leipziger Straße, 1935 Meißner Straße, 1945 Stalinstraße, 1961 Wilhelm-Pieck-Straße | 15, 17, 21, 23, 29, 30, 31, 35, 37, 47, 52, 57, 59, Trafoturm, 96, 101, 103, DDR-Museum Zeitreise (105) | Teil der Fernchaussee Dresden-Leipzig, die 1788 die hochwassergefährdete Fernstraße (Kötzschenbrodaer Straße) ersetzte. Gustav Thoenes, Friedrich von Heyden, Richard Seifert, Richard Müller, Rudolf Schmitt, Heinrich Severit. Chemische Fabrik v. Heyden, Union-Werke, Teehaus GmbH, Erich Weber | Meißner Straße mit Unionbrücke, Blick Richtung Dresden          |
| Mittelstraße (Lage)              |                         | 1897                 |                                                                             | Mittelsteg (südliches Teilstück) | 1, 2, 4, 6, 8, 10                                                                                       | |                                                                 |
| Neubrunnstraße (Lage)            |                         | 1899                 |                                                                             | | | Straßenausbau 1899 |                                                                 |
| Novalisstraße (Lage)             |                         | 2000                 | Novalis                                                                     | | | |                                                                 |
| Otto-Baer-Straße (Lage)          |                         | 2001                 | Otto Baer sen.                                                              | | | Der Unternehmer Otto Baer sen. war der Vater von Otto Baer jun., darüber hinaus 2. Gemeindeältester von Serkowitz. |                                                                 |
| Pestalozzistraße (Lage)          | SER                     | 1883                 | Johann Heinrich Pestalozzi                                                  | 1875 Wilhelmstraße, 1933–45 Adolf-Hitler-Straße | 2, 3, 4, 5, 6, 11, 11a, 12, 13, 15, 16, 16a, 17, 19, 21, 23                                             | Straßenausbau 1875 | Pestalozzistraße Richtung Osten                                 |
| Preußerstraße (Lage)             |                         | 1897                 | Johann Gottfried Preußer                                                    | um 1847 Schreiers Gasse | | nach dem Anwohner Johann Gottfried Preußer | Preußerstraße nach Osten                                        |
| Rathenaustraße (Lage)            |                         | 1922                 | Walther Rathenau                                                            | 1890 Georgstraße, 1933–45 Georgstraße | 2 | Straßenausbau 1890. Ernst Beckert |                                                                 |
| Richard-Müller-Straße (Lage)     |                         | 2001, 2010           | Richard Müller                                                              | | | Straßenneubau |                                                                 |
| Riesestraße (Lage)               | SER                     | 1888                 | Lorenzo Riese                                                               | | 2 | Straßenanlage 1873, bis zur Meißner Straße durchgehend. Heute zur Hälfte vom Gelände des ehemaligen VEB Kraftwerksanlagenbau überbaut. Riese wohnte in der nach ihm benannten Straße (Nr. 6), heute abgebrochen. Dort ebenfalls: Ewald Genzmer                                                      |                                                                 |
| Robert-Werner-Platz (Lage)       |                         | 1932                 | Robert Werner                                                               | Bahnhofstraße, Gartenstraße und Mittelstraße (jeweils teilweise) | 3, 5, 6, 10, 11                                                                                         | Robert Werner war Bürgermeister von Radebeul und Ehrenbürger 1927. Max Czopka (ehem. Bahnhofstraße 1a) |                                                                 |
| Schildenstraße (Lage)            |                         | 1897                 | Weinberg „in den Schilden“                                                  | frühes 19. Jh. Schildgasse oder Schildengasse | 2, 6, 6a, 13, 17                                                                                        | alter Radebeuler Dorfweg zum Mitte des 16. Jh. sogenannten Weinberg „in den Schilden“ |                                                                 |
| Schillerstraße (Lage)            |                         | 1896                 | Friedrich Schiller                                                          | | 12, 14, 15, 16, 17, 18, 19, 20, 21, 22, 29, 36                                                          | August Koebig, Max Czopka |                                                                 |
| Schlegelstraße (Lage)            |                         | 2001, 2010           | Friedrich Schlegel                                                          | | | Straßenneubau |                                                                 |
| Schumannstraße (Lage)            | SER                     | 1891                 | Johann Gottlob Schumann oder Christian Traugott Schumann                    | bis 1935 Körnerstraße | 3, 5 | entweder nach dem Serkowitzer Ortsrichter Johann Gottlob Schumann (1808–1888) oder nach dem Serkowitzer Gemeindevorstand Christian Traugott Schumann (1840–1885). Straßenausbau 1891 |                                                                 |
| Seestraße (Lage)                 |                         | 1902                 |                                                                             | | 21/23, 25/27/29                                                                                         | seit dem 17. Jh. Flurname „Seewiesen“ (siehe auch Seewiesenweg im benachbarten Kaditz). Straßenausbau ab 1899 |                                                                 |
| Serkowitzer Straße (Lage)        | SER                     | 1905                 | Serkowitz                                                                   | Hauptstraße | 10, 15, 19, Friedhof Radebeul-Ost (33), 38                                                              | alter Kommunikationsweg zwischen Radebeul und Serkowitz. Grufthaus Karl Mays | Serkowitzer Straße, vom Friedhof aus Richtung Osten             |
| Sidonienstraße (Lage)            |                         | 1874                 | Prinzessin Sidonie                                                          | 1934–45 Martin-Mutschmann-Straße | 1, Bahnhof Radebeul Ost (1a-c), 2, 2i, 14                                                               | Carl Käfer, Alwin Freudenberg, Artur Bär (Nr. 8), Karl Emmerich-Eiben (Nr. 8) |                                                                 |
| Trachauer Straße (Lage)          |                         | 1901                 | Trachau                                                                     | | 1, 7, 24/26, 28/30, 32/34                                                                               | alter Feldweg, Straßenausbau 1905 |                                                                 |
| Turnerweg (Lage)                 |                         | 1898                 | Radebeuler Turnerschaft                                                     | | 1 | nach der Radebeuler Turnerschaft, die sich im anliegenden Gasthaus Goldene Krone traf. Straßenausbau 1898 |                                                                 |
| Uhlandring (Lage)                |                         | 2010                 | Ludwig Uhland                                                               | | | Straßenneubau |                                                                 |
| Waldstraße (Lage)                | OBL                     | 1897                 |                                                                             | 1568 „wegk nachem baumfelde“ | | entlang eines alten Weges an der Flurgrenze zwischen Radebeul und Oberlößnitz |                                                                 |
| Wichernstraße (Lage)             |                         | 1945                 | Johann Hinrich Wichern                                                      | 1897 Albertstraße | 1b, 5, 6b, 7, 18, 20, 21/21a, 22, 23                                                                    | Straßenausbau 1885. Richard Seifert |                                                                 |
| Wielandstraße (Lage)             |                         | 2000                 | Christoph Martin Wieland                                                    | | | |                                                                 |
| Wiesenstraße (Lage)              |                         | 1900                 |                                                                             | | | Straßenausbau 1900 |                                                                 |
| Zinzendorfstraße (Lage)          |                         | 1945                 | Nikolaus Ludwig von Zinzendorf                                              | Langer Weg, 1886 Carolastraße | 1, 7, 8, 13, 15, 16, 17                                                                                 | entlang eines alten Verbindungswegs zwischen Radebeul und der Lößnitz. Straßenausbau 1882 und 1893. Carl Kolbe |                                                                 |